# 백색증

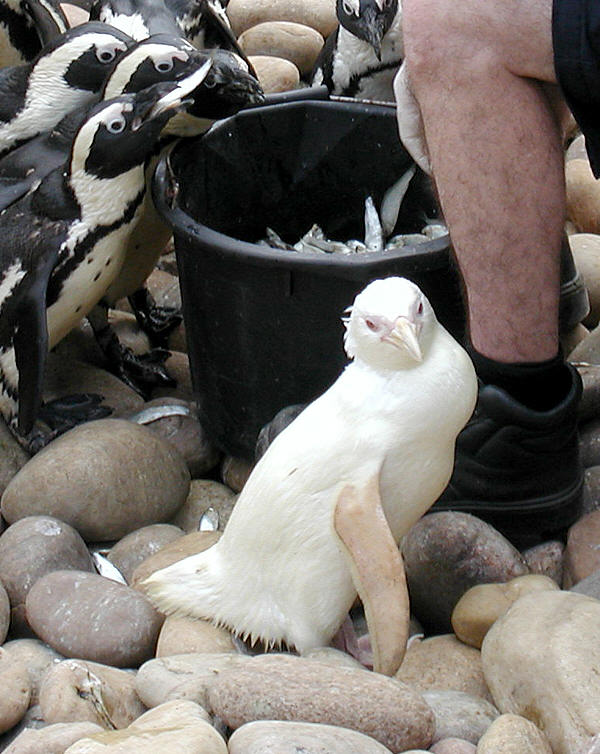
백색증인 펭귄

백색증(白色症; 영어: Albinism)은 동물이나 사람의 눈, 피부, 머리카락 등에서 멜라닌 색소가 합성되지 않는 질병이다. 이것은 멜라닌을 생성하는 티로시나아제가 돌연변이에 의해 형성되지 않거나 부분적으로 형성되어 발생하는 선천성 유전 질환이다. 이 증세를 겪는 생명체를 알비노(Albino)라고 통칭하며 반대되는 현상은 흑색증이다.
인간의 백색증은 전신성과 국한성으로 나눌 수 있다. 전신성은 상염색체성 열성 유전이 되며 국한성은 상염체성 우성유전(피부형)과 x염색체성 열성유전(눈형)이 되는 것이 차이점이다.
이밖에도 백색증은 포유류, 어류, 조류, 파충류 등 대부분의 동물에서도 관찰되기도 한다. 인위적으로 동물을 알비노로 만드는 품종개량하기도 한다. 이렇게 알비노가 된 동물은 색깔이 몸이 노랗거나, 하얗거나, 하얀색에 노란 무늬가 있기도 하다.
이 유전자 질환에 기인하는 증상은 선천성백색증(先天性白色症), 선천성색소결핍증(先天性色素欠乏症), 백자증(白子症) 등의 호칭이 있다. 또, 이 증상을 수반하는 개체를 백화개체(白化個體), 백자(白子) 등으로도 부른다. 알비노의 개체를 일으키는 것은 백화(白化), 혹은 백화현상(白化現象)이라 한다.
한편 식물학의 분야에서는 광합성 색소를 합성할 수 없는 돌연변이 개체를 가리키는 용어로서 이용된다. 이러한 개체는 독립영양이 영위할 수 없기 때문에, 종자 안의 영양을 다 사용해 버린 시점에서 고사하게 된다.사람은 백색증에 걸릴 경우 피부암에 걸릴 위험이 높아진다.

## 개요
선천적인 멜라닌의 결핍에 의해 털이나 피부는 희고, 동공은 모세혈관의 투과에 의해 적색을 나타낸다. 열성유전이나 돌연변이에 의해서 발현한다. 넓게 동물 전반으로 보면 흰색 토끼나 흰색 뱀이 유명하다. 대부분의 경우, 시각적인 장해를 수반해, 햇빛(특히 자외선)에 의한 피부의 손상이나 피부암의 리스크가 매우 높다. 또 외부로부터 발견되기 쉬워 자연계에서의 생존은 지극히 보기 드물다. 그 때문에, 자주 신성한 것이나 혹은 반대로 불길한 징조로 여겨지고 신앙의 대상으로 두려움받는다. 또, 관상용으로도 인기가 있다. 또한 백색증은 정상적인 유전 정보에 의해 백화한 백변종과는 다르다.
사람의 백색증은 의학적으로 선천성백색증으로 불린다. 체디악-동 증후군(CHS), 헬만스키-푸드락 증후군(HPS), 그리시리 증후군(GS)의 합병증으로서 일어나는 색소결핍을 백색증에 포함하는 경우도 있다.
아프리카 남동부에서는 백색증의 몸에는 특별한 힘이 머문다는 전통적인 생각으로부터, 장기나 몸의 일부 등 매각하는 목적으로, 백색증인 사람들을 대상으로 한 살인이 끊이지 않는다.

## 백색증

### 증상
백색증은 멜라닌의 생합성에 지장을 초래하는 유전성 질환이며, 그 결과, 멜라닌 침착 조직의 색소 결핍 및 거기에 부수하는, 아래와 같은 증상을 선천적으로 초래한다. 다만 이것들에는 큰 개인차가 있다.
- 본래 멜라닌 색소를 가져야할 조직(체모·피부·홍채·맥락막·망막색소표피)에 멜라닌 색소결핍을 초래한다.
  - 털은 멜라닌의 양에 따라 플라티나 블론드(백금)에서 블론드(금발)다. 멜라닌이 거의 없는 경우, 햇빛에 의해 황변하기도 한다.
  - 피부는 유백색이다. 혹은 피하의 혈액에 의해 담홍색을 나타낸다.
  - 홍채는 멜라닌의 양에 따라 무색·담청색·담갈색 등이다. 멜라닌이 없는 경우는 무색 반투명으로, 안저의 혈액의 색이 비쳐, 동공과 함께 담홍색이 된다.
  - 동공은 이와 관계없이 검은색으로 보인다. 아무리 혈관이 비쳐보인들 동공은 구멍이다. 안구 내부에서 빛이 나오는 게 아닌 이상 안구 내부의 어두컴컴한 그림자를 동공이라는 구멍을 통해 보는 것이기에 동공은 늘 검은 색이다.
- 맥락막 및 망막색소표피에서의 색소 결핍 때문에 망막 위에서의 빛의 수용이 불충분하고, 시력이 나쁘다. 안구진탕증·사시·난시·근시·원시를 따르기도 한다. 일반적으로, 색소량이 많은 사람일수록 시각 증상은 가볍다.
- 홍채에 색소가 없기(적기) 때문에 차광성이 불충분하고, 빛을 매우 눈부시게 느낀다(눈부심이라 한다).
- 피부로 자외선을 차단하지 못하고 자외선에 대한 내성이 지극히 낮다.

이것들은 모두 선천적 증상으로, 비진행성이다. 이것들 이외의 점은 백색증이 아닌 사람과 같다.

### 치료·대책
선천성 백색증의 치료법은 현재로서는 개발되지 않았다.
- 멜라닌 색소가 부족하므로 자외선 차단이 필요하다.
- 시력장애 등 안과 치료가 필요한 경우가 있다.

#### 자외선
멜라닌에는 자외선에 의한 DNA 파괴나 일광화상을 막아주는 기능이 있지만, 백색증인 사람은 멜라닌이 지극히 적거나 아예 없기 때문에, 햇볕이 강한 날에는 햇빛에 노출되는 시간이 짧아도 일광화상을 입을 수 있다. 또한, 피부의 멜라닌 함유량이 적은 북유럽계 코카서스 인종보다 피부암 발병 위험이 훨씬 크다. 따라서, 백색증인 사람은 자외선을 차단하는 것이 매우 중요하다.
자외선의 영향을 피하기 위해서는 햇빛에 노출되지 않는 것이 바람직하지만, 일상생활에서 햇빛을 받지 않는 것은 불가능하다. 따라서, 야외에 나올 때는 직사광선을 가능한 한 피해 자외선 A, B를 차단할 수 있는 자외선 차단제 크림을 바르거나, 긴소매를 입는 등의 대책이 필요하다. 또, 눈의 조직도 자외선에 약하기 때문에, 자외선 A를 차단하는 선글라스를 착용하는 것이 좋다(자외선 B는 안경의 렌즈, 자외선 C는 오존층에 의해서 차단된다). 건물의 유리창 등 밖의 빛을 건물의 내부에 들어오게 하는 곳에 자외선 차단 필터를 붙이는 것도 좋은 방법이다. 그러나 완전하게 자외선을 없애는 것은 불가능한 것을 유의 둘 필요가 있다.

#### 시각
약시
백색증인 사람은 시각에 여러 가지 장애가 나타난다. 그중 빛의 굴절 이상(근시·원시·난시 등)은 안경이나 콘택트 렌즈의 착용에 의해 교정이 가능하다. 그러나, 맥락막(암막의 역할을 한다)의 색소 결핍에 의해 안구내에서 빛이 산란해, 망막으로의 빛의 수용이 불충분하며 그러므로 시세포의 발달에 필요한 적절한 광자극을 얻지 못하여 시세포가 미숙하기 때문에, 안경이나 콘택트 렌즈로의 시력의 교정에는 한계가 있다. 그 때문에, 먼 곳을 볼 때는 오페라 글라스, 근처를 볼 때는 확대경 등도 이용해 상을 크게 하면 어느 정도는 시각을 보완할 수 있다. 또, 상의 경계선이 불명확하기 때문에, 시각에 의한 경계선의 구별이 중요하다. 따라서 점자블록 등의 노란 경계색은 매우 유용하다.
안구진탕
많은 사람은 수평 방향의 안구진탕증을 따르기 때문에, 시야가 세세하게 좌우에 흔들려 한층 더 앞을 보기 힘들어진다. 시야가 좌우에 흔들리기 때문에, 수직 방향보다 수평 방향의 선 쪽이 보기 쉽다. 예를 들면 자를 세로에 사용하면 눈금선이 수평 방향으로 향하기 때문에, 읽기 쉽다. 또, 세로 쓰기의 문장은 읽고 있는 행을 잃어 버리므로, 가로쓰기 쪽이 읽기 쉽다.
눈부심
홍채로 안구에 들어오는 광량의 조절을 하지 못하고, 필요 이상의 빛이 안구내에 들어가기 때문에, 필연적으로 빛을 싫어해, 어두운 장소를 좋아하는 경향이 있다. 밝은 장소에 나오면 매우 눈부시고, 너무나 빛이 강하면 망막을 손상시켜 버리기도 한다(차의 헤드라이트를 지근 거리로부터 받고 있는 모습을 상상하면 된다). 그것을 방지하기 위해서는 선글래스가 유용하다. 다만, 선글래스를 쓰는 것에 의해서 색상대비가 내려, 전술의 색각에 의한 경계선의 구별이 되기 어려워지는 경우도 있다. PC나 휴대 전화 등의 화면은 흑백 반전으로 하면, 매우 보기 쉬워진다.

## 백색증의 종류와 구조
멜라닌의 생성에는 티로시나제라는 효소가 깊게 관계하고 있다. 멜라닌은 이하의 순서로 생성된다.
1. 메라노사이트(색소세포) 안으로 타이로신이 메라노솜 단백질에 의해서 메라노솜(멜라닌 작은 몸)에 받아들여진다.
2. 티로시나제의 작용에 의해 치로신이 L-도파, 그 다음에 도파키논으로 변환된다.
3. 드파키논이 치로시나제 관련 단백질-1의 작용에 의해 멜라닌으로 변환된다.

이와 같이 치로시나제는 멜라닌을 합성해 가는 과정에서 불가결하지만, 백색증은 유전 정보의 결손에 의해, 치로시나제를 생성할 수 없거나, 혹은 치로시나제가 불활성 때문에, 멜라닌을 생성할 수 없다. 상기의 제1단계·제2단계·제3단계의 비정상에 따라, 각각 아래와 같은 OCA2, OCA1, OCA3의 현상이 일어난다.

### 안피부백색증
안피부 백색증은 색소의 결핍이 전신에 일어나, 외관상, 눈과 전신의 피부(체모도 포함한다)에 색소의 결핍이 인정되는 것부터 이렇게 불린다. 안피부 백색증은 이하의 몇 개의 형태로 나뉜다.

#### 안피부백색증 I형
(OCA1; Oculocutaneous Albinism Type 1)  11번상염색체상의 타이로시나제 유전자(TYR; Tyrosinase gene)의 변이에 의해 일어난다. 1989년에 나고야 대학의 팀에 의해서, 백색증으로서는 처음으로 책임 유전자가 해명되었다. 전신에 색소 결핍이 일어나 유백색의 피부에, 플라티나 블론드(혹은 블론드), 홍채는 무색(혹은 파랑이나 보라색)이다. OCA1는 한층 더OCA1A, OCA1B, OCA1-TS의 3종류로 분류된다.
- OCA1A는 치로시나제 음성형(Tyrosinase Negative)이라고도 불려 치로시나제의 활성이 전혀 없고, 멜라닌을 전혀 생성할 수 없다. 모발은 백금으로, 홍채에도 색소가 없고, 붉은 눈이다. 일반적으로 백색증이라 인지되고 있는 사람의 대부분이 이 형태이다.
- OCA1B는 치로시나제의 활성은 조금 있지만, 그것이 지극히 낮고, 충분한 양의 멜라닌의 생성은 할 수 없다. 태어난 직후는 멜라닌을 가지지 않고, 외관적으로는 OCA1A와 같지만, 성장과 함께 조금씩 멜라닌이 침착해 온다. 모발은 블론드로, 눈은 담청색의 경우가 많다. 멜라닌을 가지기 때문에, 조금 선탠도 할 수 있다.
- OCA1-TS(Temperature Sensitive; 온도 감수성형)은 35°C이상으로 치로시나제가 실활하는 것으로, 부위의 온도에 의해서 멜라닌의 침착량이 좌우된다. 즉, 온도의 높은 부분은 희고, 낮은 부분에는 색이 붙는다. 샴 고양이( en:Siamese cat)의 독특한 모양이 생기는 것은 이것과 같은 메카니즘이다.

#### 안피부백색증 II형
(OCA2; Oculocutaneous Albinism Type 2) 제15상염색체상의 P유전자(P gene)의 변이에 의해 일어난다. 치로시나제의 활성은 있지만, 메라노솜막단백질의 비정상으로보다, 치로신(멜라닌의 원료)이 메라노솜내에 받아들여지지 않고, 멜라닌을 생성할 수 없다. 백색증에서는 이 타입이 가장 많다. OCA1와 비교해서 멜라닌이 많아, 모발은 블론드나 브라운 등, 홍채는 담청색이나 회색 등이지만, OCA1B와 다르게 썬탠을 할 수 없다.

#### 안피부백색증 III형
(OCA3; Oculocutaneous Albinism Type 3) 제9상염색체상의 치로시나제 관련 단백질-1 유전자(TRP-1; Tyrosinase Related Protein gene)의 변이에 의해 일어난다. 치로시나제에 의해서 생성된 드파키논을 멜라닌으로 변환하는 치로시나제 관련 단백질-1의 비정상에 의한 것. Rufous(=Red) Albinism라고도 불려 모발은 붉은 털로, 붉은 빛이 산 피부를 하고 있으며, 홍채는 갈색이다. 아프리카 남부나 뉴기니에서 보고되어 백인이나 아시아계의 인종에게서는 현재 발견되지 않았다.

#### 안피부백색증 IV형
(OCA4; Oculocutaneous Albinism Type 4) 제5상염색체상의 막관련 수송 단백질 유전자(MATP gene; Membrane-Associated Transporter Protein gene)의 변이에 의해 일어난다. 소량의 멜라닌을 가져, 사람에 의해서 색소 침착의 정도는 여러 가지이다. 대부분의 인종에서는 지극히 보기 드물지만, 동양인은 백색증의 4명중 1명이 이 형태이며, 일본인에 특징적인 형태이다.

### 안백색증
(Ocular Albinism; OA) X성 염색체상의 G 단백질 연결 수용체 - 143 유전자(GPR143 gene; G-Protein coupled receptor 143 gene)의 변이에 의해 일어난다. 성 염색체상의 유전자의 관련 증상이기 때문에, 반성유전에 의해 유전한다. 안구에만 나타나는 백색증으로, 피부나 모발의 색소 침착은 거의 정상적이다. 눈의 색도 사람에 따라서 여러 가지이기 때문에, 망막 검사로 진단한다.

## 동물의 백색증

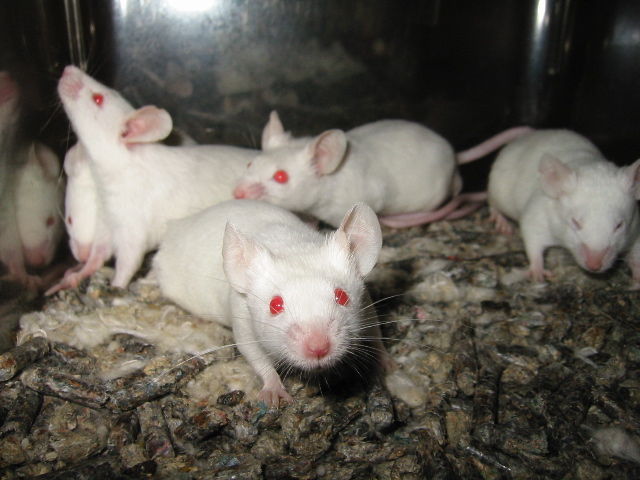
백색증인 생쥐

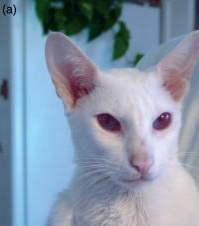
백색증인 고양이

- 흰색 토끼 - 굴토끼의 백색증. 재패니스 화이트라는 품종으로서 인정되고 있다.
- 다이코쿠쥐  - 시궁쥐 가운데, 실험용 래트나 애완동물로서 길러지고 있는 것. 백색증이 아닌 것도 포함된다.
- 우파루파 -메키시코사라만다의 유형 성숙 개체(악솔로틀)의 백색증으로, 이 이름은 상표명이다. 백색증인 범무늬도롱뇽과의 인위적인 교배에 의해 만들어졌다.
- 실험용 쥐  - 생쥐의 백색증.
- 금준 -백색증인 무지개송어의 중국명. 연어과의 백색증은 우성 유전을 위해 양식은 용이. 중국에서는 매우 진귀 되어 축하의 요리에 나온다. 양식에 있어서는, 성장 정도를 간단하게 판단하기 위한 표지어로서 이용된다.
- 시로코리 - 코리도라스속의 백색증의 통칭. 사육 상태에서는 통상 개체보다 양호. 코리도라스·아에네우스 등이 유명.

### 민간신앙
옛부터 흰 동물은 그 희소성이나 외형의 아름다움으로부터, 신불의 사자라는 동물이나 길흉의 전 치우침 등으로 해서 외경되어 왔다. 백색증도 예외가 아니고, 옛부터 신앙의 대상으로 현지의 사람들에게 소중히 되어 온 예가 있다.
- 흰색 뱀 - 아오다이쇼우의 백색증. 야마구치 현 이와쿠니시에서는 비교적 흰색 뱀이 많아, 이 지역의 것은 나라의 천연기념물로 지정되어 있다.
- 변재천 메기 - 비와코에서 볼 수 있는 이와트코나마즈·비와코오오나마즈의 백색증의 통칭. 현지의 사냥꾼들의 사이에서는 지쿠부시마의 벤자이텐(일본 3대 벤자이텐)의 사용으로 여겨진다.

또, 백색증은 아니지만, 타이의 흰 코끼리는 왕의 권위의 상징이며, 히말라야의 백호는 신불의 사자라는 동물로 되어 있다.

### 사육·관상용의 백색증
어류·양서류·파충류 등의 백색증은 희소성으로부터 고가이고 거래되는 종도 있다.

### 원호와의 관련
「속일본기」진고케이운 2년(768년) 9월 11일조에, 7월 11일에 붉은 눈의 흰 거북이를 얻은 기술이 있어, 다음의 원호인 「보귀」는 시라카메가 많이 헌상 되었던 것에 유래한다. 이 외, 「진키」도 시라카메가 출현한 것에 의해 개원한 원호이며, 고대로는 종종 백색증의 거북이가 원호의 유래가 되고 있다.

### 백색증과 백변종의 차이

#### 백변종

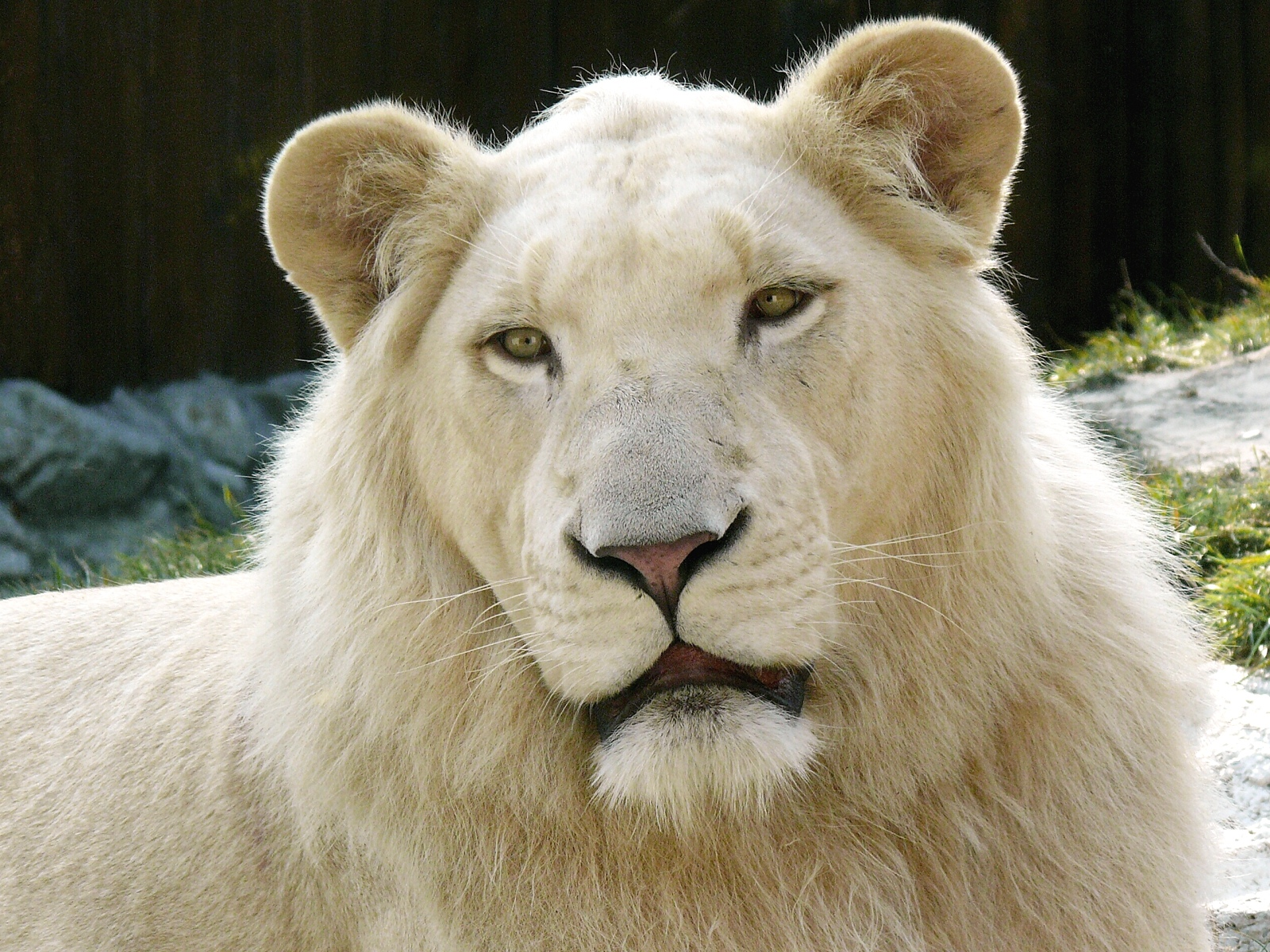
사자의 흰색변종 화이트 라이온

백변종(en:Leucism)은 돌연변이로 생긴 흰 개체이지만, 백색증과는 다른 유전 형질로, 발생의 메카니즘이나 관계하는 색소가 다르다.

## 백색증인 저명인
- 노아 - 구약 성서에 등장하는 노아에 관해서 위경 「에치오피아어 에녹서」에는, 「그의 신체는 눈과 같이 희고, 또 장미의 꽃과 같이 붉고, 두발, (일로) 머리의 꼭대기의 머리카락은 양모와 같이 희고, 눈은 아름답고(에치오피아어 에노크서106:2)[11]」라는 기술이 있다.
- 세이네이 천황 - 이름을 「백발황자(白髪皇子)」라고 해, 일본서기에 의하면 본디부터 백발인 것으로부터, 아버지인 유랴쿠 천황은 영이를 느끼고 황태자로 했다고 여겨진다.
- 조니 윈터, 에드거 윈터 - 형제 둘 다 백색증인 블루스 락 뮤지션.
- 사리후 케이타 - 백색증인 뮤지션. 말리 제국의 왕 슨쟈타 케이타의 후예.
- 옐로우 맨 - 백색증의 레게 뮤지션. 백색증인 것이 예명의 유래이다.
- 숀 로스 - 세계 최초의 백색증 남성 모델로, 아프리카계의 백색증. 케이티 페리의 악곡 「E.T.」의 PV에도 출연하고 있다.
- 카스야 코지 - 백색증인 일본인 탤런트.
- 나타샤 쿠마로바 - 러시아의 백색증 여성 모델

## 같이 보기
- 유전성 질환
  - 페닐케톤 요증 - 갑상선 기능 저하증 en - 아르카프톤뇨증 en - 백색증과 같이 페닐알라닌의 대사이상에 의한 선천적 질환(→아미노산의 대사분해).
  - 헬만스키-푸드락 증후군 en - 체디악-동 증후군 en - 그리시리 증후군 en - 주된 증상은 아니지만 색소결핍을 나타내는 선천적 질환.
- 하라다병
- 부치증
- 치로시나제
- 백변종 (leucism)
- 루시즘 (leucism)
- 흰 코끼리
- 백피증 (leukoderma)
- 몽골반 (Mongolian spot)
- 흑색증 (melanism)
- en:Albinism in popular culture
- en:Leucism